# Compadres (álbum de Andrés Cepeda)
Compadres (subtitulado como Lado C) es el primer extended play colaborativo de los cantantes colombianos Andrés Cepeda y Fonseca.
El álbum se caracteriza por la variedad de ritmos en base a fusión latinoamericana. Asimismo, el álbum es la primera parte del proyecto musical entre Cepeda y Fonseca, esto después de la buena recepción que tuvo la segunda versión del sencillo de Cepeda «Mejor que a ti me va» y las giras musicales entre ambos artistas. Además, el videoclip del sencillo «La promesa» contó con la aparición especial del conductor de televisión colombiano Jorge Barón y del músico Jimmy Zambrano.
Se desprenden del mismo, algunos sencillos como: «La promesa», «Mejor que a ti me va» y «Ay esos amores». En este álbum, está incluida la participación de Cholo Valderrama.

## Lista de canciones
| N.º | Título                                         | Duración |  |
| 1.  | «La promesa»                                   | 3:04     |  |
| 2.  | «No me busquen Corazón» (con Cholo Valderrama) | 2:34     |  |
| 3.  | «Ay esos amores»                               | 3:22     |  |
| 4.  | «Mejor que a ti me va» (Versión Reggae)        | 3:44     |  |
| 5.  | «Serenata»                                     | 3:29     |  |